# Malegaon

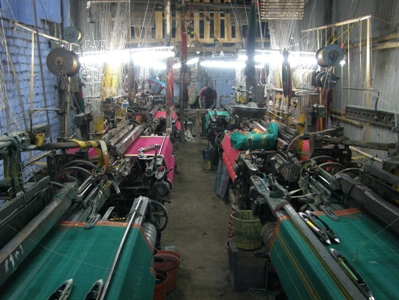
telers a Malegaon

Malegaon (urdú: مالیگاوں, marathi: मालेगांव|मालेगांव) és una ciutat i corporació municipal al districte de Nasik a Maharashtra a uns 280 km al nord-est de Bombai a la confluència entre els rius Girna i Mosam a at 18° 25′ N, 77° 32′ E / 18.42°N,77.53°E. La població va passar de 19.054 habitants el 1901 a 121.000 el 1961 i 409.190 el 2001; el 2009 estaria ja prop de milió, però aquest creixement no ha anat acompanyat d'un desenvolupament similar dels serveis. És el major centre de llengua urdú a l'Índia.

## Història
El seu antic nom fou Maliwadi (llogaret de jardins). La zona va quedar en mans d'un jagirdar. Naro Shankar Raja Bahadur, el jagirdar del moment, va construir un fort el 1740 (la construcció va durar 20 anys) i s'hi van establir nombrosos musulmans procedents de Surat i altres llocs. Malegaon fou ocupada per forces musulmanes durant la guerra Pindari; la fortalesa fou conquerida pel coronel McDowall el maig de 1818, acció que va costar la vida a més de 200 soldats de les forces britàniques; quan els musulmans foren dispersats molts d'ells foren escortats fins a Surat i alli embarcats cap als seus països natius; altres es van retirar a Kutch, Kathiawar i Dècan. Llavors hi van arribar treballadors musulmans procedents de Hyderabad; després de la rebel·lió de 1857 es van establir a la ciutat molts momins del nord. La municipalitat es va establir el 1863. Encara nous conflictes intercomunitaris els anys seixanta van augmentar la població musulmana. El 8 de setembre de 2006 diverses bombes plantades per extremistes hindus van matar 37 persones i van ferir a uns 100.